# Chöpfenberg
Der Chöpfenberg – auch: Chöpfler – ist ein 1895 m ü. M. hoher Berg in den Schwyzer Alpen, neun Kilometer westlich von Näfels in der Schweiz. Über den Berg verläuft die Grenze zwischen dem Trepsental im Kanton Schwyz und dem Niederurnertal im Kanton Glarus.
Zusammen mit den östlich anschliessenden Bergspitzen Brüggler (1776 m ü. M.) und Wageten (1755 m ü. M.) bildet er einen über drei Kilometer langen Bergrücken, der das Niederurnertal südlich abschliesst.
Die Nordseite des Bergs fällt steil als Felswand ab. Die Alpen auf der Südflanke sind jeweils im Sommer bewirtschaftet. Daher betreiben die zuständigen Landwirte eine Transportseilbahn vom Trepsental (1095 m ü. M.) in die Chöpfen (1456 m ü. M.).

## Lage
| \| \| |
|       |

Lage des Chöpfenbergs in den Schwyzer Alpen (links)
und in den Alpen (rechts in der Box).

## Nachweise
1. 1 2  Lage & Höhe bei «geo.admin.ch».
2. ↑  Lage & Beschreibung bei «ortsnamen.ch».